# Most Beautiful Island
Most Beautiful Island es una película dramática estadounidense de 2017 escrita y dirigida por Ana Asensio, que también la protagoniza junto a Natasha Romanova, David Little, Nicholas Tucci, Larry Fessenden y Caprice Benedetti. 
Obtuvo el Gran Premio del Jurado a la mejor película de ficción en el Festival de Cine SXSW y fue nominada al premio John Cassavetes en los Premios Independent Spirit.

## Sinopsis
Luciana (Ana Asensio) es una emigrante española sin papeles en Nueva York, cuya penosa situación económica la lleva a aceptar un trabajo bien remunerado y aparentemente simple. Sin embargo, pronto descubrirá el lado más cruel del sueño americano.

## Reparto
- Ana Asensio - Luciana
- Natasha Romanova - Olga
- David Little - Doctor Horowitz
- Nicholas Tucci - Niko
- Larry Fessenden - Rudy
- Caprice Benedetti - Vanessa
- Anna Myrha - Nadia
- Ami Sheth - Benedita
- Miriam A. Hyman - Bikie
- Sara Visser - Katarina
- Natalia Zvereva - Ewa
- Sorika Horng - Mai
- Fenella A. Chudoba - Alina
- David Serero - Dominic

## Reconocimientos
Se estrenó en el Festival de Cine SXSW de 2017, donde se alzó con el Gran Premio del Jurado a la mejor película de ficción, siendo el primer filme dirigido por cineasta de nacionalidad española en recibir esta distinción.
En 2017, fue nominada al premio John Cassavetes en los Premios Independent Spirit y como mejor ópera prima en el Festival de Cine de Londres y en el Festival de Cine de Filadelfia.
Obtuvo el Premio de la Prensa en el XIX Festival Internacional de Cine de Albacete Abycine.